# Resedagewächse
Die Resedagewächse (Resedaceae) sind eine Pflanzenfamilie in der Ordnung der Kreuzblütlerartigen (Brassicales).

## Beschreibung

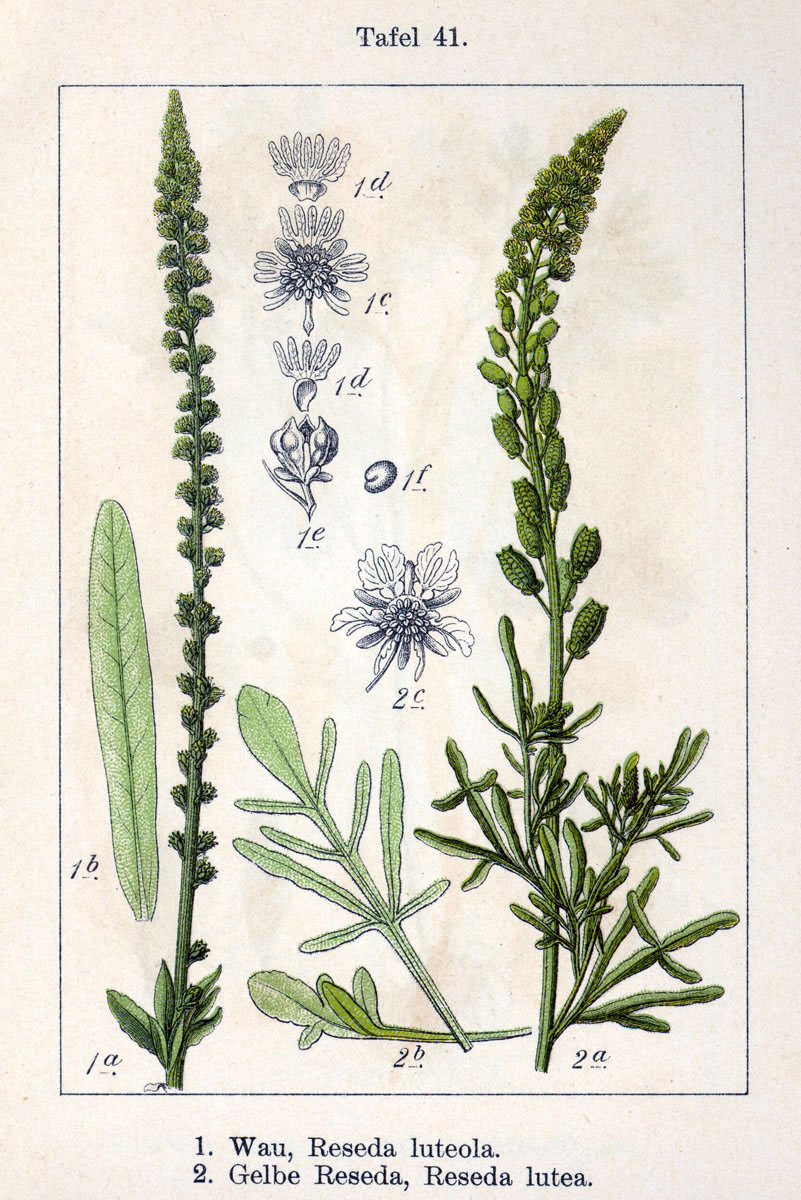
Illustration aus Sturm von Gelber Wau (Reseda lutea) und Färber-Wau (Reseda luteola)

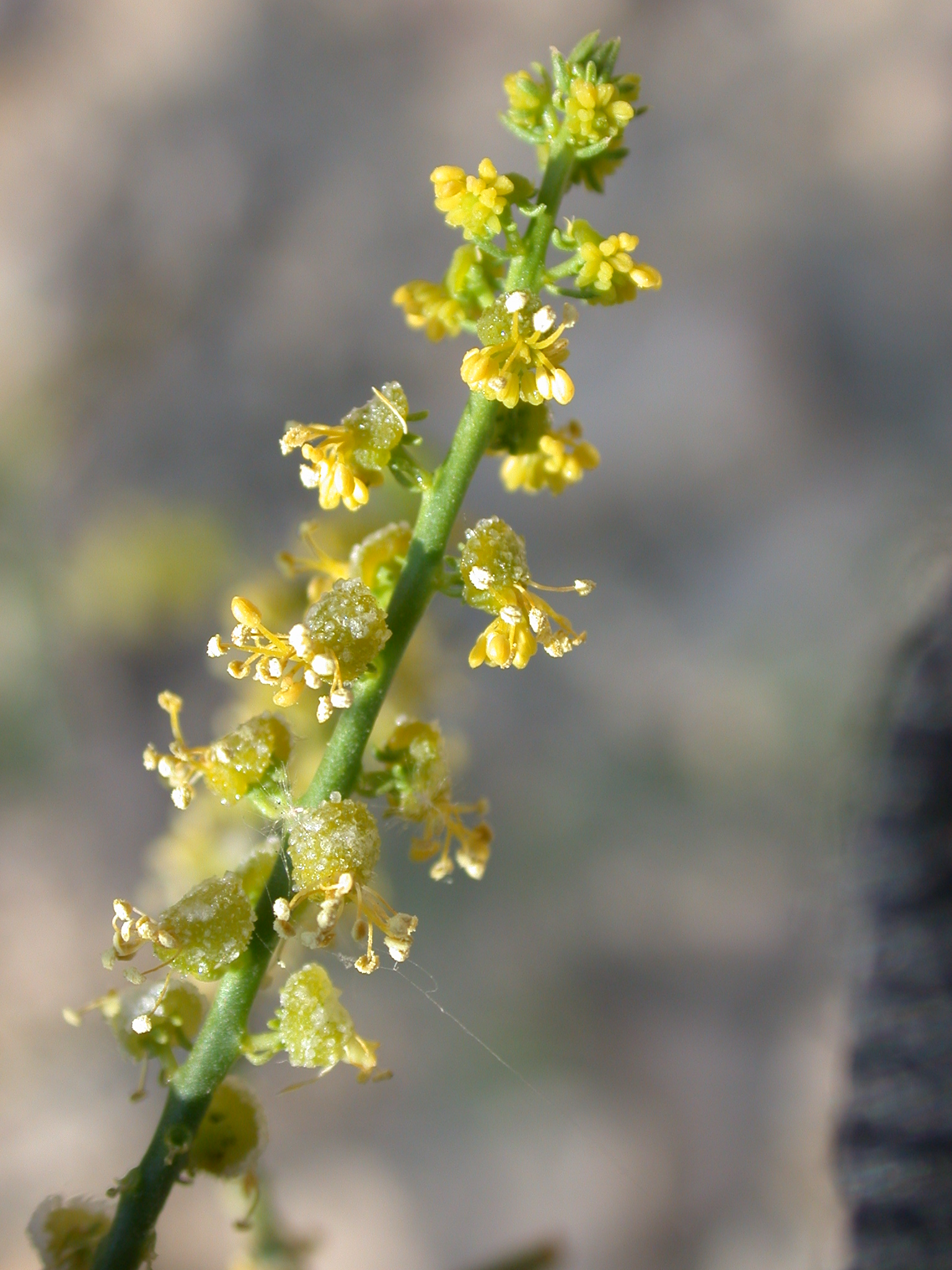
Blütenstand von Ochradenus baccatus

### Vegetative Merkmale
Es sind ein-, zwei- bis mehrjährige krautige Pflanzen. Die wechselständig und spiralig angeordneten Laubblätter sind gestielt oder sitzend. Die Blattspreiten sind einfach. Nebenblätter sind vorhanden.

### Generative Merkmale
In ährigen oder traubigen Blütenständen sind viele Blüten zusammengefasst.
Die meist zwittrigen Blüten sind zygomorph mit meist einer doppelten Blütenhülle. Je Blüte gibt es meist sechs, selten vier oder acht, Kelchblätter (Sepalen). An Kronblättern gibt es pro Blüte meist sechs, selten keine (bei Ochradenus), zwei (bei Oligomeris), vier oder acht, Kronblätter (Petalen). Es sind je Blüte drei bis etwa vierzig Staubblätter und zwei bis sechs Fruchtblätter vorhanden. Zwischen den Staub- und den Fruchtblattwirteln ist häufig ein kurzes Gynophor vorhanden. Der Fruchtknoten ist oberständig.
Meist werden einfächerige Kapselfrüchte gebildet, die sich oft schon vor der Reife der Samen oben öffnen.

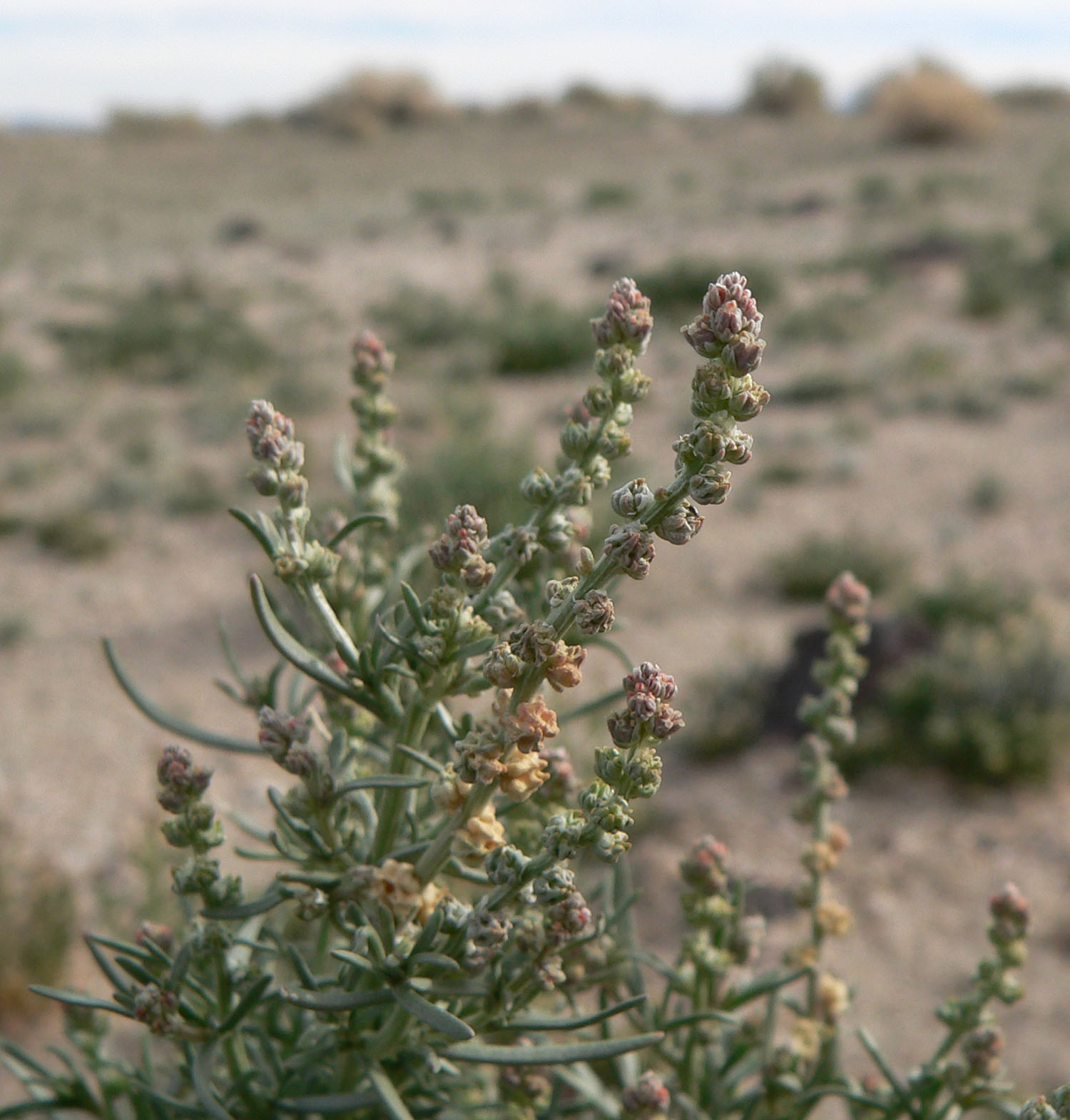
Oligomeris linifolia in Kalifornien

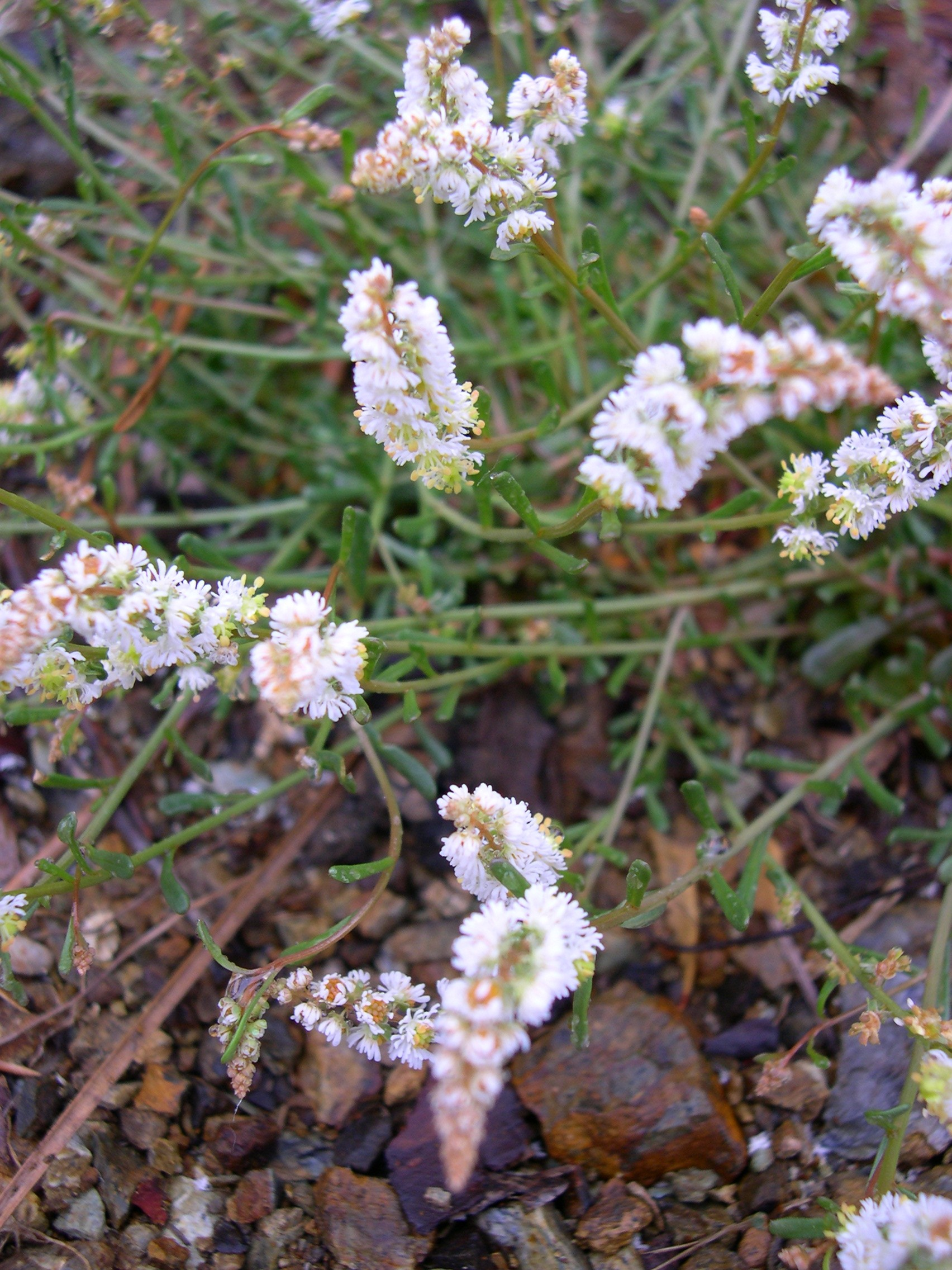
Sesamoides pygmaea

## Systematik und Verbreitung
Die Familie Resedaceae Martinov nom. cons. wurde 1820 durch Iwan Iwanowitsch Martynow in Tekhno-Bot. Slovar, 541 aufgestellt.
Der Umfang der Familie Resedaceae wird kontrovers diskutiert. 2012 stellten Su et al. die Arten der Familien Borthwickiaceae J.X.Su & Wei Wang & Li Bing Zhang & Z.D.Chen und Stixidaceae Doweld in die Familie Resedaceae. Dies wurde 2016 aber von APG IV nicht anerkannt.
Die Arten der Resedagewächse kommen in gemäßigten bis subtropischen Klimaten vor. Hauptverbreitungsgebiet ist der Mittelmeerraum. Areale sind auch in Mitteleuropa, Kleinasien, in Ostafrika und Südafrika. Einige Arten gibt es auch im südwestlichen Nordamerika und im südlichen Indien.
In der Familie der Resedagewächse (Resedaceae) gibt sechs bis elf Gattungen mit je nach Autor 75 bis 100 Arten:
- Borthwickia trifoliata W.W.Sm.: Es gibt nur eine Art:[4]
  - Borthwickia trifoliata W.W.Sm.: Sie kommt in Laos, Myanmar, Vietnam und in der chinesischen Provinz Yunnan vor.[4]
- Caylusea A.St.-Hil.: Die etwa drei Arten kommen auf den Kapverdischen Inseln und von Nord- bis Ostafrika bis Indien vor.[4]
- Forchhammeria Liebm.: Die etwa 16 Arten sind von Mexiko bis Mittelamerika verbreitet.[4]
- Ochradenus Del.: Die etwa sieben Arten sind von Nordafrika über die Arabische Halbinsel sowie Sokotra  und Vorderasien bis Pakistan verbreitet.[4]
- Ochradiscus S.Blanco & C.E.Wetzel (Syn.: Homalodiscus Bunge ex Boiss.): Sie wurde 2016 aufgestellt und enthält nur zwei Arten.[4]
- Oligomeris Cambess.: Von den etwa drei Arten kommen zwei nur im südlichen Afrika vor[4] und eine Art ist von der Sahara bis Pakistan, auf den Kanarischen Inseln, in Somalia, Namibia, auf der Arabischen Halbinsel, in China und im südwestlichen Nordamerika bis Mexiko weit verbreitet.[4] Sie ist aber nicht etwa erst in geschichtlicher Zeit nach Nordamerika gekommen, sondern dort ebenfalls indigen.[5]
- Randonia Coss.: Es gibt nur eine Art:[4]
  - Randonia africana Coss.: Sie kommt von Nordafrika bis zur Arabischen Halbinsel vor.[4]
- Reseda (Reseda L.): Die etwa 67 Arten sind vom Mittelmeerraum und Europa bis Zentralasien verbreitet.[4]
- Sesamoides Ortega: Die etwa sieben Arten kommen im westlichen Mittelmeerraum in Algerien, Tunesien, Marokko, Spanien, Portugal, in Frankreich, auf Korsika, Sardinien und in Italien vor.[4]
- Stixis Lour.: Die etwa acht Arten gedeihen vom tropischen bis gemäßigten Asien.[4]
- Tirania Pierre: Es gibt nur eine Art:[4]
  - Tirania purpurea Pierre: Sie kommt in Vietnam vor.[4]